# ТЕС Жуїз-ді-Фора
21°41′26″ пд. ш. 43°27′24″ зх. д. / 21.69056° пд. ш. 43.45667° зх. д.
ТЕС Жуїз-ді-Фора — теплова електростанція у бразильському штаті Мінас-Жерайс.
В 2001 році на майданчику станції запустили дві встановлені на роботу у відкритому циклі газові турбіни General Electric LM-6000 потужністю по 43,5 МВт. Вони були розраховані на споживання природного газу, який надходить до Мінас-Жерайсу по трубопроводу Gasbel.
В 2010-му одну з турбін перетворили на двопаливну, надавши їй можливість працювати на етанолі (використовуючи відходи цукрової промисловості, Бразилія є одним із світових лідерів у виробництві цього продукту). Оскільки експеримент виявився вдалим, невдовзі замовили таку ж модернізацію другої турбіни.
Видача продукції відбувається по ЛЕП, розрахованій на роботу під напругою 138 кВ.